# Église Saint-André de Château-Renault
Pour les articles homonymes, voir Église Saint-André.
L'église Saint-André est l'église paroissiale de la commune de Château-Renault, dans le département français d'Indre-et-Loire.
Construite au XVIe siècle sur les bases d'une chapelle du XIe siècle devenue église paroissiale au siècle suivant, elle est inscrite comme monument historique en 1949.

## Localisation
l'église du XVIe siècle occupe l'emplacement de l'ancienne chapelle du XIe siècle, dans le centre-ville, au pied du château, sur le flanc de la vallée de la Brenne. Elle est orientée est-ouest, parallèlement aux courbes de niveau.

## Histoire
En 1066, le seigneur de Château-Renault donne à l'abbaye Saint-Julien de Tours le terrain pour y construire un bourg et une chapelle, devenue église paroissiale en 1125 sur décision de l'archevêque Gilbert de Maillé. Cette chapelle est détruite au XVIe siècle.
Une nouvelle église est construite au même emplacement au milieu du XVIe siècle, consacrée en 1562.
En mauvais état au début du XIXe siècle, il faut attendre 1888 pour que des restaurations soient engagées avec la construction d'un nouveau clocher et le remplacement des voûtes en charpente de la nef.
L'église est inscrite comme monument historique par arrêté du 14 septembre 1949.

## Description

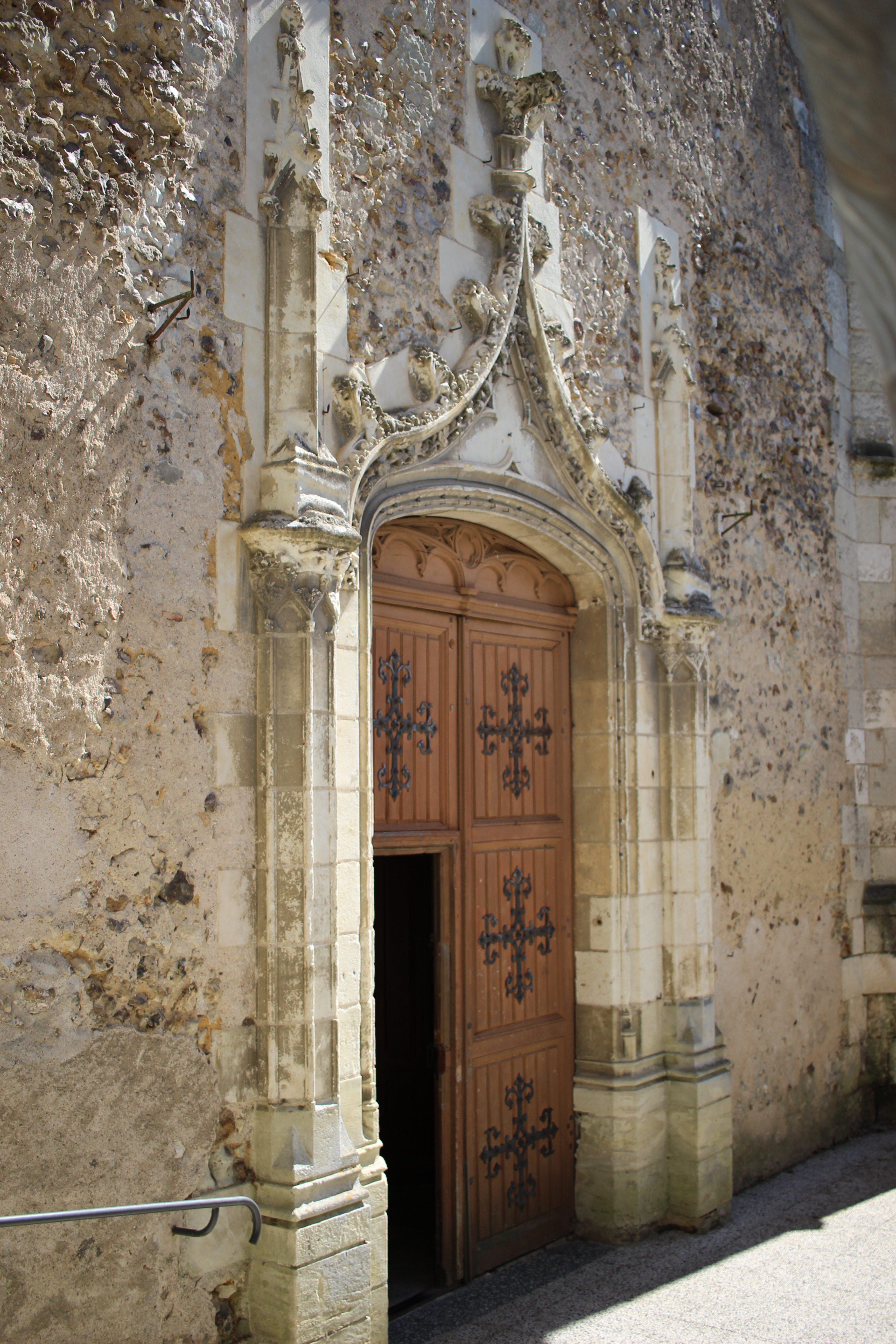
Porte occidentale.

L'église se compose d'une nef flanquée d'un collatéral du côté nord exclusivement, auquel fait suit le chœur sans interposition d'un transept. Un clocher se dresse au-dessus de l'entrée de la nef, alors qu'il en occupait le centre jusqu'au XIXe siècle.
La façade occidentale garde la trace, au-dessus du portail d'entrée, d'une baie en plein cintre murée qui a appartenu à l'église romane. La nef, dont la voûte est couverte en lambris, est élargie au nord par un collatéral voûté en croisée d'ogives et pourvu d'une chapelle munie d'une porte donnant sur l'extérieur. Cette nef est éclairée par cinq baies à meneaux de style Renaissance, garnies de vitraux issues de l'atelier de Julien-Léopold Lobin vers 1862, un seul d'entre eux étant plus ancien (XVIe siècle).
Une abside à trois pans termine l'édifice à l'est, éclairée par trois fenêtres semblables à celles de la nef. La chapelle axiale de cette abside est construite au-dessus d'une cave.
La plupart des verrières sont inscrites comme monuments historiques en tant qu'objets protégés, au même titre que l'orgue de tribune dû au facteur Aristide Cavaillé-Coll.

## Pour en savoir plus